# Sobarocephala pengellyi
Sobarocephala pengellyi är en tvåvingeart som beskrevs av Lonsdale och Marshall 2007. Sobarocephala pengellyi ingår i släktet Sobarocephala och familjen träflugor. Inga underarter finns listade i Catalogue of Life.